# Timothy Castagne
Timothy Castagne (Arlon, 1995. december 15. –) belga válogatott labdarúgó, jobb oldali hátvéd és középhátvéd, a Fulham játékosa.

## Pályafutása

### Klubcsapatokban
Pályafutása kezdetén a Royal Excelsior és a Genk utánpótlás csapataiban játszott. 2014. szeptember 14-én mutatkozott be a belga élvonalban a Club Brugge elleni 1-1-es döntetlen alkalmával. A 2016–2017-es idényben a nemzetközi kupaporondon is bemutatkozhatott, összesen tizenkét alkalommal lépett pályára az Európa-ligában. Két gólt szerzett a sorozatban, ebből az egyiket a Gent elleni nyolcaddöntőben. Ötvenkilenc bajnoki mérkőzésen szerepelt összesen a Genkben, majd 2017. július 7-én az olasz élvonalban szereplő Atalanta játékosa lett, hatmillió euróért cserébe.
A bergamói együttesben 2018. január 2-án szerezte meg első gólját, a Napoli elleni kupatalálkozón, amit csapata 2-1-re megnyert.
Első idényében húsz alkalommal kapott lehetőséget az olasz első osztályban, majd alapembere lett a csapatnak. 2018. augusztus 27-én megszerezte első gólját is a Serie A-ban, az AS Roma elleni 3-3-as döntetlenre végződő mérkőzésen az Atalanta első találata fűződik a nevéhez. Összességében 28 bajnokin négyszer volt eredményes a szezon során. Posztriválisával, Hans Hateboerrel megosztva játszottak a következő idényben is, Castagne 27 bajnoki egyszer volt eredményes, emellett pedig bemutatkozhatott a Bajnokok Ligájában is, ahol hat alkalommal lépett pályára. A Sahtar elleni idegenbeli 3-0-s győzelem alkalmával az Atalanta első gólját ő szerezte, ezzel jelentősen hozzájárulva, hogy csapata továbbjusson a csoportkörből az egyenes kieséses szakaszba. Három idény alatt 96 tétmérkőzésen nyolcszor volt eredményes a bergamóiak mezében.
2020. szeptember 3-án az angol Premier League-ben szereplő Leicester City igazolta le. 2020. szeptember 13-án mutatkozott be a bajnokságban, méghozzá góllal a West Bromwich Albion ellen 3–0-ra megnyert mérkőzésen, ezzel Luc Nilis, Thomas Vermaelen, Christian Benteke és Leandro Trossard után az ötödik belga játékos lett aki ezt elmondhatta magáról.
2023. augusztus 29-én a Premier League-ben szereplő Fulham szerződtette, mintegy 15 millió fontért, az előző idény végén a másodosztályba kieső Leicestertől.

### A válogatottban
Többszörös utánpótlás válogatott. A felnőtt csapatban 2018. szeptember 7-én, egy Skócia elleni felkészülési mérkőzésen mutatkozott be.

## Statisztika

### Klubcsapatokban
2020. október 4-én frissítve.
| Klub           | Szezon         | Bajnokság      | Bajnokság     | Bajnokság | Országos kupa | Országos kupa | Nemzetközi kupa | Nemzetközi kupa | Egyéb         | Egyéb | Összesen      | Összesen |
| Klub           | Szezon         | Bajnokság      | Pályára lépés | Gól       | Pályára lépés | Gól           | Pályára lépés   | Gól             | Pályára lépés | Gól   | Pályára lépés | Gól      |
| -------------- | -------------- | -------------- | ------------- | --------- | ------------- | ------------- | --------------- | --------------- | ------------- | ----- | ------------- | -------- |
| Genk           | 2014–15        | Pro League     | 21            | 0         | 1             | 0             | –               | –               | 6             | 1     | 28            | 1        |
| Genk           | 2015–16        | Pro League     | 14            | 0         | 1             | 0             | –               | –               | 7             | 0     | 22            | 0        |
| Genk           | 2016–17        | Pro League     | 24            | 0         | 5             | 0             | 12              | 2               | 8             | 0     | 49            | 2        |
| Genk           | Összesen       | Összesen       | 59            | 0         | 7             | 0             | 12              | 2               | 21            | 1     | 99            | 3        |
| Atalanta       | 2017–18        | Serie A        | 20            | 0         | 3             | 1             | 3               | 0               | –             | –     | 26            | 1        |
| Atalanta       | 2018–19        | Serie A        | 28            | 4         | 5             | 1             | 4               | 0               | –             | –     | 37            | 5        |
| Atalanta       | 2019–20        | Serie A        | 27            | 1         | 0             | 0             | 6               | 1               | –             | –     | 33            | 2        |
| Atalanta       | Összesen       | Összesen       | 75            | 5         | 8             | 2             | 13              | 1               | –             | –     | 96            | 8        |
| Leicester City | 2020–21        | Premier League | 4             | 1         | 0             | 0             | 0               | 0               | 0             | 0     | 4             | 1        |
| Karrier összes | Karrier összes | Karrier összes | 138           | 6         | 15            | 2             | 25              | 3               | 21            | 1     | 199           | 12       |

### A válogatottban
2020. október 14-én frissítve.
| Válogatott | Év       | Pályára lépés | Gól |
| ---------- | -------- | ------------- | --- |
| Belgium    |          |               |     |
| 2018       | 2        | 0             |     |
| 2019       | 5        | 2             |     |
| 2020       | 4        | 0             |     |
| Összesen   | Összesen | 11            | 2   |